# Stropkov
Stropkov (tedesco Stroppkau, ungherese Sztropkó) è una città della Slovacchia,  capoluogo del distretto omonimo, nella regione di Prešov.
Stropkov ha dato i natali all'arbitro internazionale Ľuboš Micheľ.

## Amministrazione

### Gemellaggi
- Ropczyce
- Biłgoraj